# 677 г. пр.н.е.

## Събития

### В Азия

#### В Асирия
- Цар на Асирия е Асархадон (681/0 – 669 г. пр.н.е.).[1]
- Владетелят на Сидон Абди Милкути отхвърля васалното си положение спрямо асирийския цар. Асархадон изпраща войска, която завзема и разрушава града и неговите крепостни стени. Резиденцията на владетеля е разграбена и всичко ценно е отнесено, но самият Абди успява да се изплъзне с лодка.[2]
- Вероятно през тази година Баал I, владетел на град Тир, сключва договор, с който потвърждава васалитета си спрямо Асархадон. Тир получава част от бившите територии на Сидон, но трябва да търпи присъствието на наместник на асирийския цар и да не извършва никакви контакти с египетския фараoн без знанието и присъствието на същия асирийски чиновник.[3]

#### В Елам
- Цар на Елам е Хума-Халдаш II (681 – 675 г. пр.н.е.).[4]

### В Африка

#### В Египет
- Фараон на Египет е Тахарка (690 – 664 г. пр.н.е.).[5]